# ورم دموي رأسي
ورم دموي رأسي هي حالة تتميز بنزيف دم ما بين الجمجمة والسمحاق في طفل حديث الولادة نتيجةً لتمزق الأوعية الدموية التي تعبُر السمحاق. ولأنَّ النزيف يقع تحت السمحاق فإنّ أطرافهُ تكون مُحددةً بالعظام الفردية على النقيض في حالات الحدبة المصلية الدموية أو الحدبة المصلية الدموية.

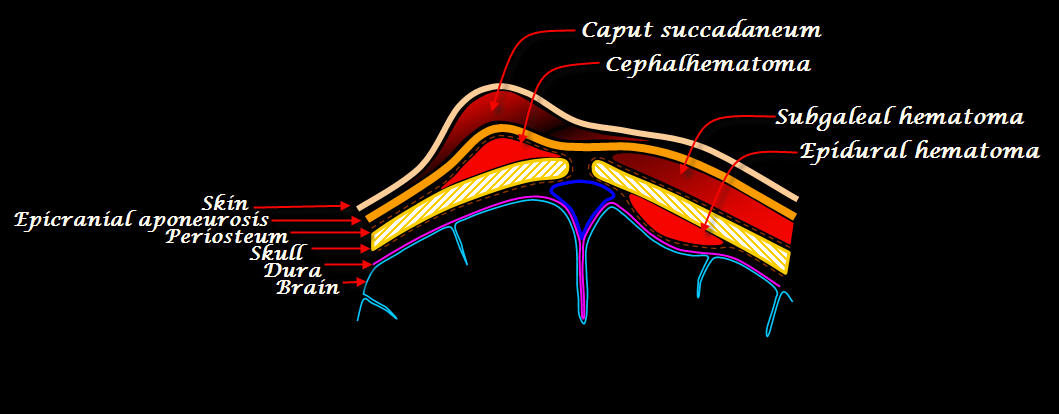
الأورام الدموية بفروة الرأس

## أسباب
الأسباب المعتادة للورم الدموي الرأسي هي طول المرحلة الثانية من الولادة أو الولادة بواسطة الآلات وبصفةٍ خاصة جهاز الشفط أو ventouse.

## أعراض
إذا كان الورم شديداً فإن الطفل قد يكونُ مُعرضاً لليرقان ، فقر الدم أو حتى انخفاض ضغط الدم. وفي بعض الأحيان قد يكونُ مؤشراً على وجود كسرٍ خطيّ في عظام الجمجمة ، بل ربما يمثل تهديداً بحدوث العدوي مثل التهاب العظام أو التهاب السحايا.
يستغرق التورم الدموي الرأسي عدة أسابيع ليزولَ تماماً حيثُ يتم امتصاصُ تجلط الدم من الأطراف نحو المركز.
إذا حدث تصلب أو (تكلُّس) للتورم تاركاً مركزاً أكثر ليونةً نسبياً فإنّه يبدو وكأنه كسرٌ مُنخسف.
يجب تمييز الورم الدموي الرأسي من أسباب النزيف الأخرى في الجمجمة مثل النزف تحت السفاق أو subgaleal hemorrhage والذي يتجمع فيه الدم ما بين الجمجمة وفروة الرأس أي فوقَ السمحاق ويكون أكثرَ اتساعاً وبالتالي يكونُ أكثر عرضةً للمضاعفات خصوصاً فقر الدم والكدمات.

## العلاج
في أغلب الأحيان تكون ليست هناكَ ضرورة للدراسات المُختبرية ، فقر فيتامين (ج) وُجد أنه يشكل عاملاً للنزيف في بعض الحالات.
يتم عمل أشعة سينية أو مقطعية على الجمجمة عند ظهور أيّة أعراضٍ عصبية.العلاج يكمن عادةً في مراقبة ومتابعة الحالة دون تدخُّل.قد تكون هناكَ حاجة للعلاج الضوئي إذا كانَ تجمع الدم كبيراً بدرجة تُسبب اليرقان.

حدوث فقر الدم هو أمر غيرُ شائع الحدوث والذي يُعالج بنقل الدم.
لا يُستحسَن نضح الدم المُتكوّن خوفاً من خطرِ العدوى أو تكوين الخُرّاج.
وجود اضطرابات نزفية في الطفل تستدعى النظر ولكنه أمرُ نادرُ الحدوث.
عند الاشتياه في وجود كسر منخسفٍ في الجمجمة فإنّ ذلك يستدعى تصويراً للجمجمة بالأشعة السينية أو المقطعية.
قد يستدعى الأمر بضعة أسابيع أو شهور ليختفى التورم تماماً